# خاره‌چسب طلقی
خاره‌چسب طلقی(نام علمی: Cellana talcosa) نام یک گونه از راسته باستان‌شکم‌پاسانان است.